# Даниловка (Николаевская область)
Даниловка (укр. Данилівка) — село в Березанском районе Николаевской области Украины.
Основано в 1787 году. Население по переписи 2001 года составляло 410 человек. Почтовый индекс — 57425. Телефонный код — 5153. Занимает площадь 0,732 км².

## Местный совет
57425, Николаевская обл., Березанский р-н, с. Даниловка, ул. Заречная, 60